# Policarpa
Policarpa es un municipio colombiano ubicado en el departamento de Nariño. Limita por el norte con el municipio del Charco, por el sur con los municipios de Taminango, El Tambo y los Andes, por el oriente con los municipios de Taminango y el Rosario y por el occidente con Cumbitara y Magui.

## Historia
La actual Policarpa fue poblada antes de la llegada de los españoles por dos grupos indígenas, los Chapanchicas y los Sindaguas. Los primeros vivieron en un periodo de desarrollo correspondiente al Pre–Arcaico y por ende eran tribus concheras, como la demuestran los restos arqueológicos por ellos dejados; mientras tanto los Sindaguas lograron un nivel de desarrollo que los ubicó arqueológicamente en el Arcaico y a pesar de que eran tribus guerreras se ubicaron a las orillas del río Patía en donde se dedicaron en un comienzo a la horticultura y después a la agricultura.
A raíz de que el mencionado río es rico en oro, los Sindaguas lo obtenían con un método parecido al mazamorreo y lo trabajaban empleando el sistema de laminado, con el que produjeron hermosas piezas orfebres y que actualmente se exhiben en los museos de la ciudad de San Juan de Pasto (Museo del oro del Banco de la República) y de la capital del hermano país del Ecuador, Quito (Museo del Banco Central). Este hecho ha permitido demostrar que los indígenas Sindaguas tuvieron nexos comerciales con la cultura Piartal la cual pobló a gran parte de la zona andina Nariñense llegando hasta la ciudad Ecuatoriana de Tulcán a través de los invasores incas, quienes denominaron “TUNKAHUAN” (palabra quechua que significa: Pueblo que vive entre montañas) a la región en donde habitaron aquellos indígenas indómitos.
Durante la época del dominio español, los Sindaguas se sublevaron contra ese dominio, atacando e incendiando asentamientos hispanos (Madrigal de las Torres Blancas, San Francisco de Sotomayor, Reales de Minas y llegando incluso al Peñol y al Ingenio, según señala el historiador E. Díaz del Castillo Z. en su texto San Juan de Pasto siglo XVI) hecho que culminó con el castigo de los principales cabecillas o representante de aquella raza guerrera, formándose así la población de El Castigo, sitio donde igual y en forma posterior se acabaron las últimas ilusiones realistas de Colombia y de América con la derrota del Coronel Agustín Agualongo Cisneros, fusilado en Popayán y en donde acontecieron hechos bélicos de notable importancia durante la “Guerra de los Mil días”.
Algunos historiadores coinciden – entre ellos, José Rafael Sañudo – de que en los primeros días de la conquista de Nariño, se fundó en el año de 1542 la ciudad de Madrigal de las Torres Blancas (en honor al lugar donde naciera en España la Reina Isabel La Católica) por orden de Don Sebastián de Belalcázar, en la orilla del río Patía (Río de Los Cedros, según narra el prenotado historiador) y específicamente en el sitio conocido como Nachao y en donde se ubica actualmente el Corregimiento de El Ejido, sitio en donde se hallan los antiguos cimientos de las casas y fue el visitador Thomas López quien en el año de 1558, y posterior al arrase Sindagua, aconsejó a sus habitantes trasladarse a un sitio que tuviera mejores condiciones para vivir y por ello se decidió ubicar al joven poblado en Madrigales, sitio redescubierto por el explorador nariñense Juan Pablo Guerrero en 1876. En lo referente al casco urbano de Policarpa, parece que se pobló con gente que alguna vez se refugió en El Castigo y que en las primeras décadas del actual siglo, el inspector Melchor Guerra trasladó la población al sitio denominado como “Casa Fría”, cerca de Chita.
El Municipio de Policarpa fue creado mediante Ordenanza Número 22 de 29 de noviembre de 1972 y segregado del Municipio de El Rosario al cual pertenecía como Corregimiento.

## División Político-Administrativa
Además de su Cabecera municipal. Policarpa tiene bajo su jurisdicción los siguientes Centros poblados:
- Altamira
- El Cerro
- El Ejido
- La Vega
- Madrigal
- Restrepo
- San Pablo
- San Roque (Buenavista)
- Santa Cruz
- Sánchez

## Generalidades
- Fundación del municipio: 1827
- Erección del municipio: Ordenanza N.º 22 del 29 de noviembre de 1972
- Fundadores: Melchor Guerra

## Geografía
Descripción Física:
territorio montañoso correspondiente al relieve de la cordillera occidental destacándose como accidente orográfico el bajo y profundo cañón del Patía; estas tierras están distribuidas entre pisos térmicos cálido, medio y frío, estos suelos son bañados por el río Patía y otras corrientes menores.
La altura es de 1.000 m s. n. m., la temperatura media es de 24 °C, su precipitación media anual es de 836 mm, y su área municipal es de 467 km². 
El Municipio de Policarpa se encuentra al noroccidente del Departamento de Nariño, localizado entre 1°31′ y 1°59′ de latitud N y los 77°21′ y 77°40′ de longitud O y las coordenadas X = 934,4 m y 969,6 m y Y = 667,6 y 711,2 m.
Límites del municipio:
ubicado a 93 km al noroccidente de la ciudad de Pasto, limitando por el norte con el Charco, por el sur con Taminango, El Peñol (antiguo Corregimiento de El Tambo) y Los Andes - Sotomayor, por el oriente con el Rosario y Taminango y por el occidente con Cumbitara y Magui.
Extensión total: su superficie es de 427 km², quedando un área de 308 km² en litigio con el municipio de El Rosario.
Altitud de la cabecera municipal: 1.000 m s. n. m.
Temperatura media: 26 °C
Distancia de referencia: 93 km de la capital de Nariño San Juan de Pasto

## Ecología
En la naturaleza del ecosistema ambiental de Nariño de acuerdo a la caracterización de diversidad y complejidad biológica y socio – cultural, se puede localizar tres principales ecosistemas ambientales que son: La Región Pacífica, la Región Andina y el piedemonte Amazónico. El Municipio de Policarpa se localiza en la región Andina que posee las siguientes características:
La zona Andina de Nariño en la que se encuentra Policarpa se caracteriza, por el ecosistema cordillerano continental de piedemontes, faldas, laderas, altiplanos, montañas, páramos y niveles, en la subregión del Alto Patía.
Este municipio y los territorios aledaños se han visto afectados por el cultivo de hoja de coca, alterando el equilibrio ecológico de manera significativa.

## Economía
La economía del municipio se basaba en un 60% en los cultivos ilícitos, los cuales impulsaban otras actividades como el comercio, el transporte y la construcción a la vez que es generadora de empleo, mano de obra no calificada (raspachines). Este hecho generó un incremento de inmigración hacia el municipio, en busca del dinero fácil, calculándose en los años comprendidos entre 2000 y 2008 una población flotante de aproximadamente unas tres mil personas, especialmente en el sector rural del municipio, creando una fuerte presión a la Administración Municipal para satisfacer las necesidades básicas de esta población.
La producción agropecuaria era apenas de subsistencia y cada día era menor el área destinada a las actividades, fenómeno que se debía principalmente a dos factores: 
1. El incremento de los cultivos ilícitos.
2. La deficiente o nula asistencia técnica, la dificultad y costos para acceder a los recursos de crédito, altos costos de los insumos y deficiente infraestructura de comercialización.

La participación del Municipio, el Departamento y la Nación en la actividad económica es baja, su acción se limita a la generación de empleo en las dependencias de la Administración Municipal, a los recursos provenientes del situado fiscal, pago de personal docente y de salud, y a los recursos del 
Sistema General de Participaciones (S.G.P.), que la nación le transfiere al municipio y cuyo comportamiento no es previsible en el tiempo y que en términos reales se ha reducido notoriamente.
Hay por tanto un estancamiento económico causado por la baja competitividad del sector agrícola, incipiente tecnología, incremento de la inseguridad y violencia
y presencia de grupos armados al margen de la ley.
Hoy en día el municipio busca salir adelante implantando nuevas prácticas agrícolas como el cacao, café, tomate y árboles frutales.

## Vías de comunicación
Terrestres:
la cabecera Municipal de Policarpa se comunica por carretera con la capital del Departamento en una longitud de 122 km, de los cuales 82 son pavimentados (Vía Panamericana) y 40 km destapada y en regular estado de conservación.
Al interior del Municipio se cuenta con las siguientes vías: 
- Policarpa – El Ejido, 20 km, carretera destapada y en mal estado de conservación
- Policarpa – El Ejido – Madrigal: 27 km, carretera destapada y en mal estado de conservación
- Policarpa – El Ejido – Madrigal – Santacruz, 47 km, los últimos 20 (Madrigal – Santacruz, Santa Rosa) se encuentran en muy mal estado de conservación. Es una carretera de reciente construcción que requiere afirmado y obras de arte
- Policarpa – El Ejido – Algodones – El Remolino (Bajo Patía), 40 km aproximadamente. El tramo comprendido entre Los Naranjos y Remolino (Bajo Patía) se encuentra sin afirmar y presenta alto riesgo de accidentalidad

- Recientemente se dio apertura a la vía Algodones - Sánchez, encontrándose en muy mal estado, además hace falta la construcción del puente que comunica a estas dos regiones
- Policarpa – Restrepo – Nacederos 18 km, carretera destapada en mal estado de conservación hasta el Corregimiento de Restrepo y en muy mal estado de Restrepo a Nacederos
- Policarpa – Bravo Acosta 9 km, en mal estado de conservación

- Igualmente se han abierto las vías, Policarpo, La Toldada, El Cerro. 4 km
- Madrigal, Río San Pablo, La Balbanera y Bella Esperanza. 12 km
- Altamira - el Rosal 5 km y Altamira - El Pedregal 3 km. Todas en mal estado de conservación
- Policarpa – Puerto Rico: tiene 10 km, tiene ancho de banca de 5 m, calzada de 6 m, el mantenimiento que se le ha hecho es muy escaso, no posee obras de arte ni drenaje. El puente se cayó por acciones de grupos al margen de la ley.

En conclusión la red vial municipal debido a los limitados recursos económicos y a un deficiente sistema de mantenimiento rutinario, a la dificultad para acceder a los recursos del orden departamental y nacional, la utilización de la sobretasa a la gasolina para fines diferentes al mantenimiento vial ha caído en un acelerado proceso de deterioro.
Fluviales:
la zona del Bajo Patía, a partir de la cabecera corregimental de Sánchez cuenta con vía acuática lo que le permite la comunicación con Barbacoas y otros municipios de la Costa Pacífica Nariñense, siendo este un factor de desarrollo de la región que debe fortalecerse y aprovecharse al máximo dado que sería otra vía alterna al mar fomentando el turismo y comercio de Nariño y Policarpa.

## Turismo
Canal Hoz de Minamá
Es rico en paisajes naturales, enmarcados en la majestuosidad del cañón que forma el Río Patía al atravesar la cordillera occidental en el sitio del Bajo Patía (caserío el naranjo) del corregimiento de San Roque antes conocido como buenavista dónde se sitúa el accidente geográfico de la Hoz de Minamá, donde empieza la llanura del Pacífico, el cual es ampliamente conocido a nivel nacional y que no ha sido explotado para el turismo y que sería generador de ingreso a través de ecoturismo. 
El recorrido en canoa de motor por el caudaloso Río Patía donde su fuerza se deja ver en los fuertes chorros que forma, quien por primera vez visita este lugar vive la sensación de aventura y exploración, situación que para los moradores del lugar es un diario trajinar desde Sánchez hasta las diferentes veredas localizadas aguas abajo, llegando hasta Miguel Nulpí el tráfico fluvial hacia la costa es muy complejo debido al gran caudal de sus ríos tales como el río telembí y el mismo Patía el cual es uno de los ríos más grandes de Colombia a la par de ríos como el cauca y el río Magdalena.
De igual manera otros sitios que poseen un gran valor histórico como la cascada en el caserío los guaduales la cual nace en el corregimiento de San Roque, la desembocadura del río iscuandecito el cual nace por la vereda sanabria del municipio de policarpa, quebrada las varas un afluente el cual nace en la vereda con el mismo nombre y muchas otras zonas donde seguramente aguardarán tesoros históricos los cuales nunca han Sido explorados.

## Cultura
Encontramos los carnavales de negros y blancos en el mes de enero, las diferentes fiestas patronales de acuerdo a cada fecha de festividad de los Santos venerados en los diferentes corregimientos del municipio, como plato típico tenemos el sancocho de gallina y como los deportes más practicados encontramos el microfútbol, fútbol, baloncesto, voleibol y otros juegos como el parques, el sapo, el dominó, y el ajedrez.